# Simulium nodosum
Simulium nodosum är en tvåvingeart som beskrevs av Puri 1933. Simulium nodosum ingår i släktet Simulium och familjen knott. Inga underarter finns listade i Catalogue of Life.